# Lauren Taylor (színművész, 1998)
Lauren Taylor (Denver, Colorado, 1998. június 16. –) amerikai         színésznő.

## Élete és pályafutása
Az eddigi leghíresebb szerepe a Disney Channel Öribarik című sorozatában volt, amelyben 2015 és 2016 között Shelby Marcust alakította.
Dél-Kaliforniában él anyjával, és két testvérével.

## Filmográfia
| Év        | Magyar cím    | Eredeti cím           | Szerep        | Megjegyzések                                |
| --------- | ------------- | --------------------- | ------------- | ------------------------------------------- |
| 2014      |               | Fairest of the Mall   | Holly         | Disney Channel próbaepizód                  |
| 2015      | Richie Rich   | Richie Rich           | Harper Rich   | főszereplő                                  |
| 2015      | Liv és Maddie | Liv and Maddie        | Shelby Marcus | 1 epizód                                    |
| 2015–2016 | Öribarik      | Best Friends Whenever | Shelby Marcus | főszereplő magyar hangja Dögei Éva[forrás?] |
| 2018      |               | Shortcomings          | Lemon Lamden  | 1 epizód                                    |